# Robert Vujević
Robert Vujević (* 26. November 1980 in Esslingen) ist ein ehemaliger kroatischer Fußballspieler.

## Karriere
Begonnen hat Vujevic das Fußballspielen bei der TSG Esslingen. Danach durchlief er ab der D-Jugend die Jugendmannschaften des VfB Stuttgart, bis er 2001 zu dessen Amateuren kam. 2001 kam er auch zu seinem bislang einzigen Einsatz in der Bundesliga, als er am 2. Spieltag der Saison 2001/02 gegen den Hamburger SV in der 75. Minute für Zvonimir Soldo eingewechselt wurde. Von 2004 bis zum Ende der Saison 2006/07 war er Spieler der Sportfreunde Siegen.
Dort spielte er phasenweise stark im zentralen Mittelfeld, wurde aber immer wieder von Verletzungen zurückgeworfen. Zur Saison 2007/08 wechselte Robert Vujević zu einem Konkurrenten der Sportfreunde in der Regionalliga Süd, dem SSV Reutlingen 05. Weitere Stationen seiner Spielerkarriere waren die Würzburger Kickers, der TV Hardheim und der württembergische Landesligist Calcio Leinfelden-Echterdingen, wo er bis zum Sommer 2014 blieb. Seither ist er für die TSV Oberensingen aktiv.